# Erica ovina
Erica ovina är en ljungväxtart som beskrevs av Johann Friedrich Klotzsch och George Bentham. Erica ovina ingår i släktet klockljungssläktet, och familjen ljungväxter. Utöver nominatformen finns också underarten E. o. purpurea.